# Wallace Brook
Der Wallace Brook ist ein Wasserlauf in Surrey, England. Er entsteht im Süden von Reigate und fließt in südlicher Richtung bis zu seiner Mündung in den River Mole. Unmittelbar vor seiner Mündung in den River Mole bildet er einen Mühlenteich.